# Kompaktkurbel

FSA-Kompaktkurbel 50/34 Zähne

Kompaktkurbel bezeichnet eine besondere Variante einer Kurbelgarnitur, die vor allem bei Rennrädern verwendet wird. Mit der Kompaktkurbel sollen die Vorteile von Kettenschaltungen mit zwei und mit drei Kettenblättern vereint werden.
Klassische Zweifachkurbeln am Rennrad haben zum Anschrauben der Kettenblätter an den Kurbelstern einen Lochkreis-Durchmesser von 130 oder 135 mm je nach Hersteller (eine historische Maß war auch 144 mm), wodurch das kleine Kettenblatt aufgrund des vorgegebenen Durchmessers des Lochkreises nicht weniger als 38 respektive 39 Zähne (bzw. 42 Zähne bei älteren Lochkreismaßen) haben kann. Das bedeutet, dass keine sehr kleine Entfaltung möglich ist. Radfahrer müssen an steilen Anstiegen daher mindestens ungefähr 15 km/h schnell fahren, wenn sie eine unergonomisch niedrige Trittfrequenz vermeiden wollen.
Ein möglicher Ausweg ist eine Kurbelgarnitur mit drei Kettenblättern, wie sie bei Mountainbike-Schaltgruppen verwendet wird. Üblich ist dabei für das kleine Kettenblatt eine gesonderte Verschraubung, oft mit einem Lochkreis von 74 mm, was Kettenblätter ab 24 Zähnen ermöglicht. Ein Nachteil von Dreifachkurbeln ist das höhere Gewicht, welches sich insbesondere bergauf bemerkbar macht. Außerdem empfinden viele Rennradfahrer Dreifachkurbeln als unästhetisch.
Der Kompromiss ist eine Zweifachkurbel mit einem kleineren Lochkreis, üblicherweise 110 mm, der bereits seit langem beim Cyclocross eingesetzt wird. Das ermöglicht Kettenblätter ab 33 Zähnen, was die Bergtauglichkeit im Vergleich zur klassischen Zweifachkurbel verbessert, wenn auch nicht die kleinen Entfaltungen möglich sind, die mit Dreifachkurbeln realisierbar wären. Durch den Einsatz großer Ritzel mit bis zu 34 Zähnen und Subkompaktkurbeln mit 32 oder 30 Zähnen am kleinen Kettenblatt lassen sich jedoch mittlerweile auch Übersetzungen kleiner 1 realisieren. Typische Kombinationen bei Kompaktkurbeln bei Rennrädern sind 50/34 (Compact), 52/36 (Semi-Compact oder Mid-Compact) oder 53/39 Zähne (Standard) auf dem großen/kleinen Kettenblatt. Für den Einsatz in den Bergen oder an Gravelbikes und Reiserädern sind auch die Kombinationen 48/32 und 46/30 (Sub-Compact) verfügbar.
Ein Nachteil der Kompaktkurbel im Vergleich zur klassischen Zweifachkurbel ist, dass ein bis zwei große Gänge (für hohe Geschwindigkeiten) fehlen. Außerdem ist der Übersetzungssprung zwischen großem und kleinem Kettenblatt vergleichsweise groß, was den Komfort beim Schalten senkt.